# 勒默努
勒默努（法語：Le Menoux，法語發音：[lə mənu]）是法国安德尔省的一个市镇，位于该省南部，属于沙托鲁区。

## 地理
勒默努（46°33'16"N, 1°34'11"E）面积5.58 平方千米，位于法国中央-卢瓦尔河谷大区安德尔省，该省份为法国中部省份，北起卢瓦-谢尔省，西北接安德尔-卢瓦尔省，西南接维埃纳省，南至克勒兹省和上维埃纳省，东临谢尔省。
与勒默努接壤的市镇（或旧市镇、城区）包括：索尔蒙、沙万、勒佩什罗、巴德孔-勒潘。

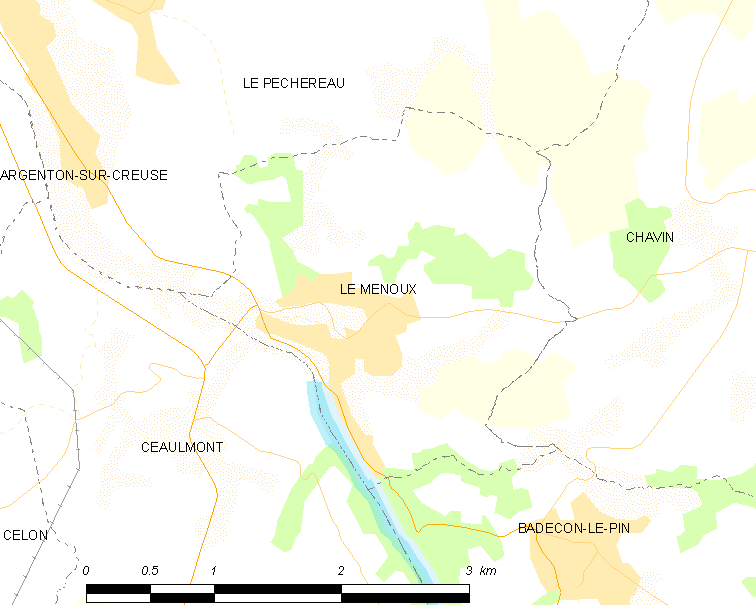
勒默努的OSM定位图

勒默努的时区为UTC+01:00、UTC+02:00（夏令时）。

## 行政
勒默努的邮政编码为36200，INSEE市镇编码为36117。

## 政治
勒默努所属的省级选区为克勒兹河畔阿让通县。

## 人口

1962-2008年间勒默努人口变化图示

勒默努于2022年1月1日时的人口数量为412人。